# Jens Almey
Jens Almey (Deinze, 3 juli 1996) is een Belgisch voormalig shorttracker. 

## Levensloop
Almey nam deel aan de Olympische Spelen in 2018 in Pyeongchang waar hij een zeventiende plaats behaalde op de op de 1500 meter. Na deze Spelen beëindigde hij zijn carrière.
| Jaar      | BK                                      | EK                                                       | WK                                          | OL        |
| --------- | --------------------------------------- | -------------------------------------------------------- | ------------------------------------------- | --------- |
| 2015/2016 |                                         | 11e 500m 11e 1000m 11e 1500m 15e klassement 7e aflossing | 32e 500m 31e 1000m 14e 1500m 22e klassement |           |
| 2016/2017 | 1e 500m 1e 1000m 3e 1500m 1e klassement | 25e 500m 23e 1000m 14e 1500m 20e klassement 6e aflossing | 31e 500m 30e 1000m 24e 1500m 26e klassement |           |
| 2017/2018 |                                         |                                                          | 8e aflossing                                | 17e 1500m |